# 木洞镇
木洞镇，是中华人民共和国重庆市巴南區下辖的一个乡镇级行政单位。

## 行政区划
木洞镇下辖以下地区：
一社区、二社区、三社区、中坝村、桃花岛村、松子村、杨家洞村、海眼村、墙院村、保安村、土地垴村、水口寺村、土桥村、景新村、庙垭村、钱家湾村和栋青村。